# Lee Majors

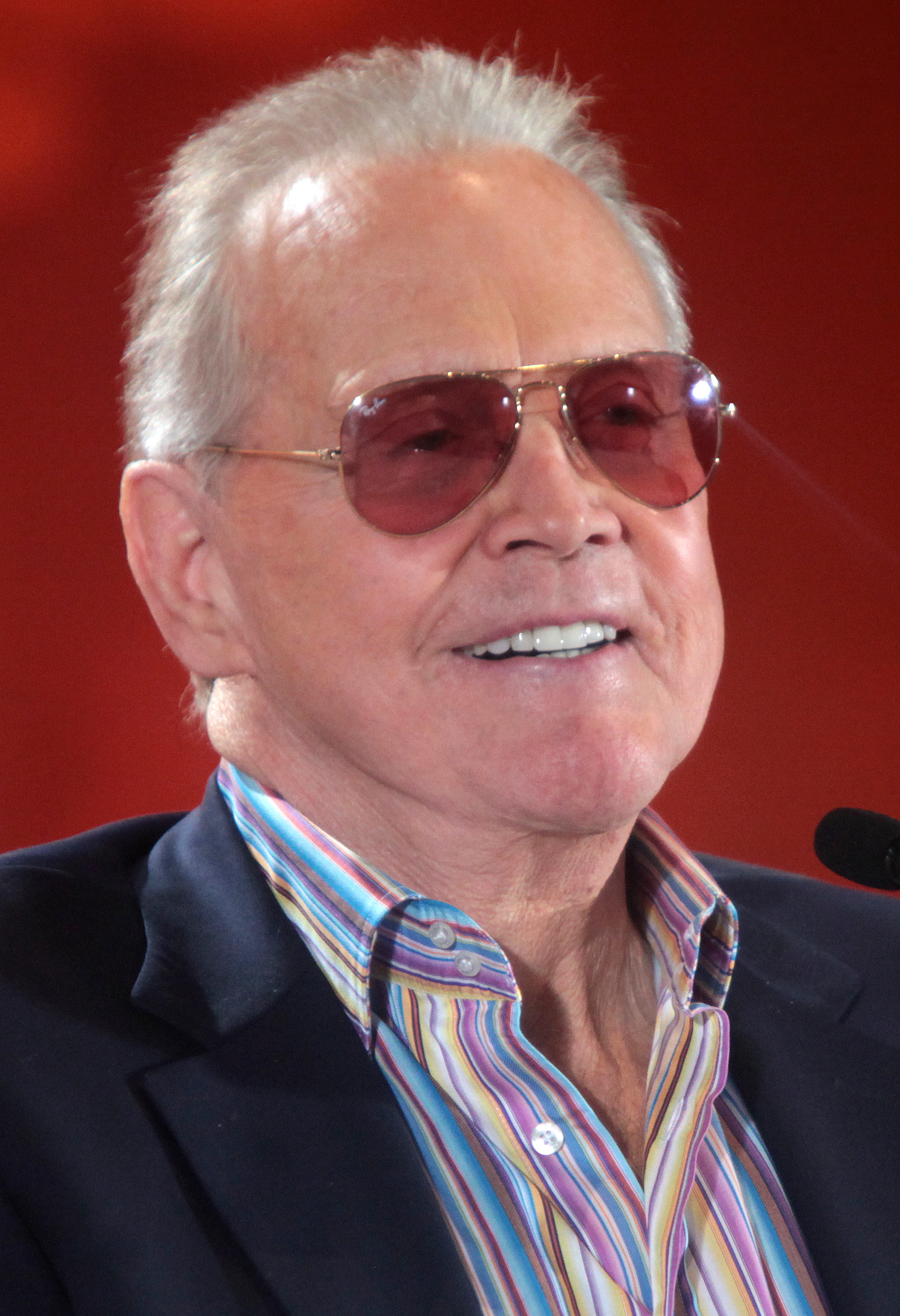
Lee Majors (2016)

Lee Majors (* 23. April 1939 in Wyandotte, Michigan; gebürtig Harvey Lee Yeary) ist ein US-amerikanischer Schauspieler. Einem breiten Publikum wurde er insbesondere durch seine Hauptrollen in den Fernsehserien Big Valley (1965–1969, als Heath Barkley), Der Sechs Millionen Dollar Mann (1973–1978, als Colonel Steve Austin) und Ein Colt für alle Fälle (1981–1986, als Colt Seavers) bekannt.

## Leben
Majors wurde als Harvey Lee Yeary in einem Vorort von Detroit geboren. Sein Vater Carl starb bei einem Arbeitsunfall fünf Monate vor seiner Geburt, seine Mutter Alice bei einem Autounfall, als er knapp 17 Monate alt war. Im Alter von zwei Jahren wurde er von seinem Onkel Harvey Yeary und seiner Tante Mildred adoptiert, und er wuchs fortan bei ihnen in Kentucky auf. Dort besuchte er die High School von Middlesboro und wurde Teil der Leichtathletik- und Football-Mannschaft.
Nach der High School erhielt er 1957 ein Stipendium für die Indiana University (IUB) in Bloomington, an der er ebenfalls Teil der Sportmannschaft wurde. 1959 wechselte Majors an die Eastern Kentucky University in Richmond, erlitt aber im Folgejahr eine Rückenverletzung, die seine aktive College-Football-Laufbahn beendete. Nach der Verletzung entwickelte er ein Interesse für die Schauspielerei und trat in ersten Bühnenstücken am Pioneer Playhouse in Danville auf. Majors schloss sein Studium 1962 im Bereich Geschichte und Sport ab und wollte zunächst Football-Trainer werden. Trotz eines Angebots als Trainer beim damaligen Football-Team St. Louis Cardinals zog er nach Los Angeles und wurde Leiter des North Hollywood Recreation Centers beim Los Angeles County Department of Parks and Recreation.
In Los Angeles lernte Majors viele Schauspieler und Branchenprofis kennen. Als Fahrer von Jim Barnett, dem Produzenten der Fernsehshow World Championship Wrestling, lernte er Dick Clayton kennen, den Agenten von James Dean; dieser schlug ihm vor, Schauspielunterricht zu nehmen. Nach einem Jahr Unterricht bei ihm und an der Estelle-Harmans-Schauspielschule von Metro-Goldwyn-Mayer, meinte Clayton, dass Majors bereit sei, seine Karriere zu beginnen. Zu dieser Zeit nahm er den Künstlernamen Lee Majors an, als Hommage an seinen Kindheitshelden Johnny Majors, der selbst ein Spieler und späterer Trainer des Football-Teams der University of Tennessee war.
Majors war insgesamt viermal verheiratet und hat eine Tochter und drei Söhne. Aus der Ehe mit Kathy Robinson von 1961 bis 1964 stammt der gemeinsame Sohn Lee Majors Jr. (* 8. April 1962), der selbst Schauspieler ist. Vom 28. Juli 1973 bis zum 16. Februar 1982 war Lee Majors mit seiner Schauspielkollegin Farrah Fawcett verheiratet, die während der ersten sechs Jahre ihrer Ehe den Doppelnamen Fawcett-Majors trug. Aus seiner dritten Ehe mit dem Playmate Karen Velez zwischen 1988 und 1994 stammen seine Tochter Nikki Loren sowie die Zwillingssöhne Dane Luke und Trey Kulley. Seit dem 1. November 2002 ist Majors mit Schauspielerin und Model Faith Majors verheiratet.
2003 erhielt Majors einen Koronararterien-Bypass am Herzen.

## Karriere

### Frühe Rollen
Seine erste Rolle hatte Majors 1964 im Alter von 25 Jahren an der Seite von Joan Crawford in Die Zwangsjacke. 1965 spielte er in einer Folge der Westernserie Rauchende Colts und später im selben Jahr die Rolle des Howard White in der Folge „The Monkey’s Paw – A Retelling“ von Alfred Hitchcock präsentiert, die auf W. W. Jacobs Kurzgeschichte The Monkey’s Paw basierte.
Zu dieser Zeit wurde Majors auch als „blonder Elvis Presley“ bezeichnet, da er Elvis in dieser Phase seiner Karriere sehr ähnlich sah.
Seinen Durchbruch hatte Majors 1965, als er aus über 400 jungen Schauspielern, darunter auch Burt Reynolds, für eine der Hauptrollen in der Westernserie Big Valley ausgewählt wurde. An der Seite von Barbara Stanwyck, Linda Evans, Richard Long und Peter Breck verkörperte er Heath Barkley und die Serie wurde zu einem sofortigen Publikumserfolg.
Parallel zur Serie hatte Majors 1967 eine Nebenrolle im Charlton-Heston-Film Der Verwegene und 1969 die Hauptrolle im Fernsehfilm The Ballad of Andy Crocker. Der Film war einer der ersten Filme, der sich mit der Heimkehr von Vietnam-Veteranen beschäftigte. Eine Rolle im Film Asphalt-Cowboy musste er im selben Jahr ablehnen, da Big Valley um eine vierte Staffel verlängert wurde; seine vorgesehene Rolle wurde später mit Jon Voight besetzt.
Nach der Absetzung von Big Valley unterschrieb Majors 1969 einen langfristigen Vertrag mit den Universal Studios.

### 1970er Jahre
In William Wylers letzter Regiearbeit, Die Glut der Gewalt, spielte Majors 1970 die Figur des Steve Mundine und schloss sich im selben Jahr als Ranch-Arbeiter Roy Tateder der Besetzung von Die Leute von der Shiloh Ranch (The Virginian) an; die Westernserie wurde in ihrer letzten Staffel umstrukturiert und unter dem Titel The Men from Shiloh fortgeführt. Ab 1971 spielte er Jess Brandon in der drei Staffeln umfassenden Serie Owen Marshall – Strafverteidiger, als Partner des von Arthur Hill gespielten Titelcharakters. Seine Darstellung in der von Kritikern gelobten Serie brachte ihm die Hauptrolle in dem 1973 ausgestrahlten Fernsehfilm Der Sechs Millionen Dollar Mann ein; in dem auf Martin Caidins Novelle Cyborg basierenden Film spielt Majors den Ex-Astronauten USAF Colonel Steve Austin, der nach einem Unfall bionische Implantate erhält und dadurch übermenschliche Kräfte bekommt.
1974 entschied sich die American Broadcasting Company aus dem Film eine Fernsehserie zu machen. Die in über 70 Ländern ausgestrahlte Serie wurde zu einem internationalen Erfolg und machte Majors zu einer Pop-Ikone. 1975 gab er sein Regiedebüt mit der Folge Ein faules Spiel, in der professionelle Footballspieler wie Larry Csonka und Dick Butkus mitwirkten.
Im Fernsehfilm Francis Gary Powers: The True Story of the U-2 Spy Incident verkörperte er 1976 Francis Gary Powers.
Im Jahr 1977 versuchte Majors seinen Vertrag mit Universal Television neu zu verhandeln und seine Produktionsfirma „Fawcett Majors Productions“ als unabhängige Produktionsfirma vertraglich an Universal zu binden; sie produzierte die zu dieser Zeit nach wie vor erfolgreichen Serien Der Sechs-Millionen-Dollar-Mann und Die Sieben-Millionen-Dollar-Frau, in der Lindsay Wagner die Titelrolle spielte. Um seiner Forderung Nachdruck zu verleihen, erschien er im Juni des Jahres nicht zu vereinbarten Drehterminen und wurde daraufhin von Universal verklagt, allerdings lenkte die Studioleitung später ein und zog die Klage zurück. 1978 begannen schließlich die Einschaltquoten zu sinken und sowohl Der Sechs-Millionen-Dollar-Mann als auch Die Sieben-Millionen-Dollar-Frau wurden abgesetzt.
Es folgten Rollen in dem Wikinger-Film Die Nordmänner (1978) mit Cornel Wilde in der Hauptrolle und 1979 in dem Horrorfilm Piranhas II – Die Rache der Killerfische sowie im Actionfilm Sechs Männer aus Stahl, zusammen mit Jennifer O’Neill.

### 1980er Jahre
Zu seinen Filmen aus dem Jahr 1980 gehören der Politthriller Agency – Botschaft des Bösen, an der Seite von Robert Mitchum, und High Noon II – Und wieder ist es 12 Uhr Mittags, an der Seite von David Carradine und Pernell Roberts; außerdem hatte er einen Cameo-Auftritt in Zwei Herzen voller Liebe.
1981 folgte der wenig erfolgreiche Science-Fiction-Film The Last Chase. Im selben Jahr bat ihn Produzent Glen A. Larson, der mit Majors bereits bei einer Folge der Fernsehserie Alias Smith und Jones und später bei Der Sechs Millionen Dollar Mann zusammengearbeitet hatte, im Pilotfilm von Ein Colt für alle Fälle mitzuspielen, aus der später die gleichnamige Fernsehserie entstand. Majors spielt darin Colt Seavers, einen Hollywood-Stuntman, der nebenbei als Kopfgeldjäger arbeitet. Majors steuerte das Titellied Unknown Stuntman bei und war auch als Produzent und Regisseur an der Serie beteiligt. In der fünf Staffeln umfassenden Serie, die von 1981 bis 1986 produziert wurde, hatten zahlreiche Kollegen von Majors Gastauftritte, unter anderem Linda Evans, Peter Breck, Lindsay Wagner und Richard Anderson. Eine weitere Hauptrolle spielte er 1983 in dem Katastrophenfilm Starflight One – Irrflug ins Weltall.
Im April 1983 wurde Majors Teilhaber des United-States-Football-League-Teams „Los Angeles Express“ (1983–1985).
Zwischen 1987 und 1994 kamen Majors und Lindsay Wagner in insgesamt drei Crossover-Filmen von Der Sechs Millionen Dollar Mann und Die Sieben-Millionen-Dollar-Frau erneut vor der Kamera zusammen. Einen weiteren Cameo-Auftritt hatte Majors 1988 in der Weihnachts-Filmkomödie Die Geister, die ich rief … mit Bill Murray.

### Seit den 1990er Jahren

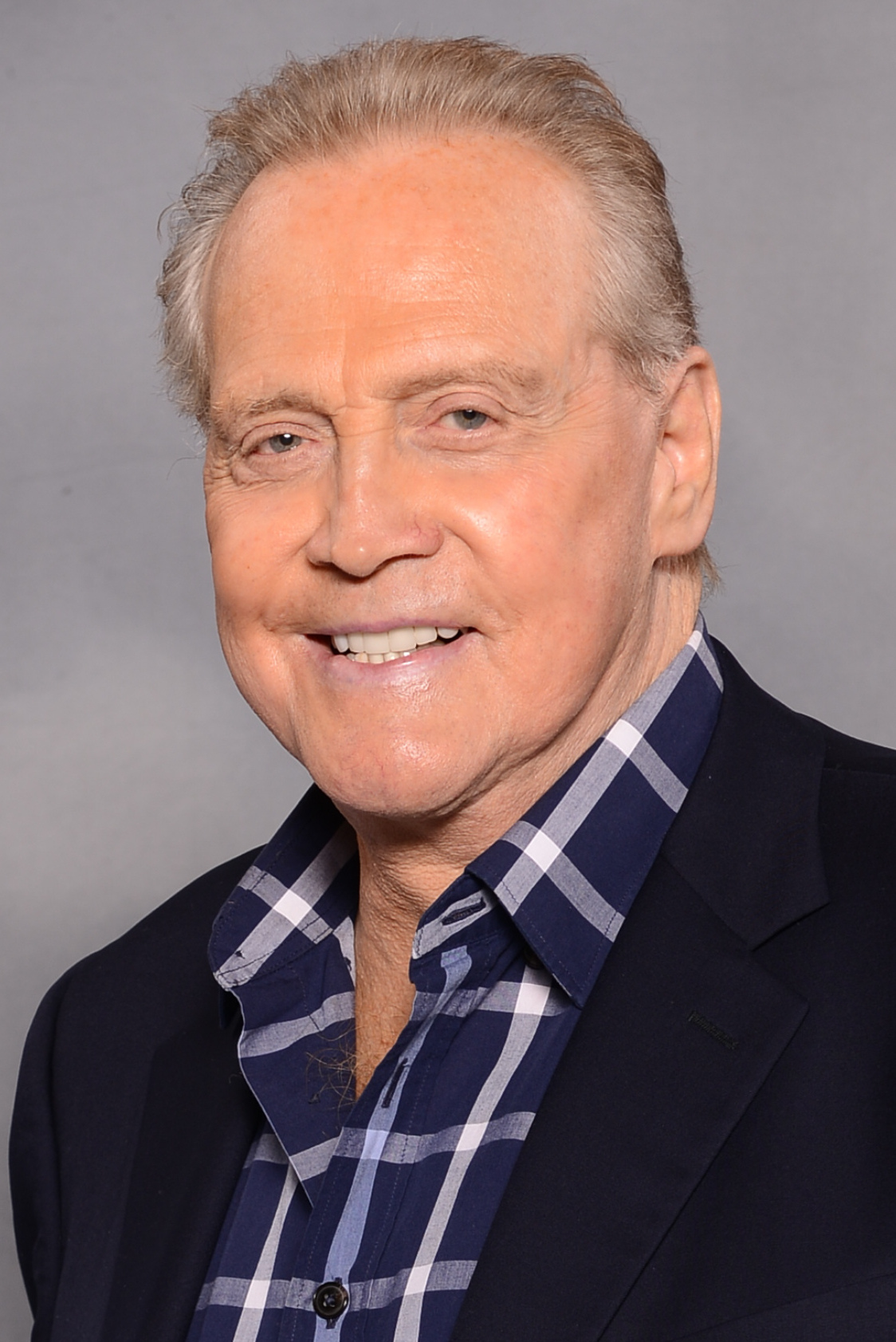
Lee Majors (2017)

Im Jahr 1990 spielte er die Hauptrolle in Keaton’s Cop und hatte eine wiederkehrende Rolle in NAM – Dienst in Vietnam. In der kurzlebigen Fernsehserie Raven aus dem Jahr 1992 verkörperte er den Sidekick von Jeffrey Meek. Weitere Nebenrollen hatte er in den Filmen No Night Stand (1997), Eis kalt (2001) und Lügen haben kurze Beine (2002). In dem im Jahr 2002 erschienenen Videospiel Grand Theft Auto: Vice City sprach er die Figur des „Big“ Mitch Baker.
In der CW Network-Fernsehserie The Game, die vom 1. Oktober 2006 bis zum 20. Mai 2009 lief, spielte Majors Coach Ross.
2007 spielte er Jaret Reddicks Vater im Bowling-for-Soup-Musikvideo zu When We Die und im Film Die Solomon Brüder. Im selben Jahr spielte er Großvater Max in Ben 10 – Wettlauf gegen die Zeit und sprach eine Figur in der Aboriginal Peoples Television Network-Animationsserie Wapos Bay, die „Steve aus Austin“ hieß. In der Folge Jim Allmächtig der Fernsehserie Immer wieder Jim verkörperte Majors 2007 Gott; zum Serienfinale im Jahre 2009 wiederholte er seine Rolle in der Folge Himmel oder Hölle.
Im Jahr 2008 spielte Majors in der vierten Staffel der Showtime-Serie Weeds – Kleine Deals unter Nachbarn ein Mitglied des „Minuteman Project“, das sich der Verhinderung illegaler Grenzübertritte widmet; in seiner Rolle rekrutiert er den Charakter von Kevin Nealon. Majors ließ 2009 seine Rolle des Colonel Steve Austin in der Robot Chicken-Folge Baby-Terminator einmalig wiederaufleben und sprach sich in der Serie.
Im März 2010 mimte Majors einen mürrischen Segellehrer in der Community-Folge Die Parkplatzsegler und im April 2010 spielte er den Mentor des Hauptcharakters Christopher Chance in Human Target. Später im selben Jahr verlieh er General Abernathy in G.I. Joe: Renegades seine Stimme; 2011 wiederholte er seine Rolle in einer weiteren Folge. Im Jahr 2011 verkörpere er „Rockwell“ im Film Jerusalem Countdown: Wenn es kein Morgen gibt.
Zwischen 2011 und 2014 wirkte er zudem in drei Folgen der Fox-Komödie Raising Hope als Burts Vater Ralph mit. 2013 war bekannt, dass Majors in zwei Folgen der Neuauflage der Fernsehserie Dallas als Ken Richards zu sehen sein wird, als eine alte Flamme von Sue Ellen Ewing.
Im Jahr 2015 trat er als J. D. im Drama Do you believe – Glaubst Du an Gott? (auch: Woran glaubst Du?) und in der Hip-Hop-Tanzserie The AXI: The Avengers of Extreme Illusions auf. In der zweiten und dritten Staffel von Ash vs Evil Dead spielte er Brock Williams, den Vater der von Bruce Campbell verkörperten Serienfigur Ash Williams. Ende 2018 sprach Majors die Stimme einer animierten Six Million Dollar Man-Actionfigur in einer Werbung für Hondas „Happy Honda Days“-Verkaufsaktion. Im Jahr 2019 verkörperte Majors Jeff Tracy in der Fernsehserie Thunderbirds Are Go.
In der zwölften Folge der Serie Jake 2.0 spielte Lee Majors eine Gastrolle als gealterter National Security Agency-Agent Richard „Dick“ Foxx, dem es trotz seiner Schizophrenie gelingt, einem Terroristen das Handwerk zu legen.
In Anspielung auf seine Rolle in Der Sechs-Millionen-Dollar-Mann trat Lee Majors 2004/2005 in einem IBM-Werbespot auf, in dem ein Laptop mit integriertem Fingerabdrucksensor beworben wurde. Zudem spielte er 2007 im Werbespot für den Honda CR-V mit, der an die Titelsequenz der Serie Ein Colt für alle Fälle angelehnt war. Als Hintergrundmusik war eine Version des Titelliedes Unknown Stuntman der Band Smokestack Lightnin’ zu hören.

## Sonstiges
Sein Sohn Lee Majors jr. spielte an der Seite seines Vaters in den drei Crossover-Filmen von Der Sechs-Millionen-Dollar-Mann und Die Sieben-Millionen-Dollar-Frau mit (als Lee Majors II.) sowie in der Ein Colt für alle Fälle-Folge Ihr Sohn, Mr. Seavers, den Sohn des von Majors verkörperten Hauptcharakters Colt Seavers (Staffel 5, Folge 13).
Der Song Midnight Train to Georgia wurde von Lee Majors und Farrah Fawcett inspiriert. Musiker Jim Weatherly rief eines Tages seinen Freund Majors an und der Anruf wurde von Fawcett beantwortet. Weatherly und Fawcett unterhielten sich kurz und sie erzählte ihm, dass sie ihre Mutter besuchen wolle und den „Mitternachtsflieger nach Houston“ nehmen würde. Obwohl Majors und Fawcett zu diesem Zeitpunkt beide erfolgreich waren, benutzte Weatherly sie als Charaktere in seinem Song über eine gescheiterte Schauspielerin, die Los Angeles verlässt und von ihrem Freund verfolgt wird, der nicht ohne sie leben kann. Schließlich wurden die Geschlechter vertauscht, das Flugzeug wurde zum Zug und Houston wurde auf Georgia geändert. Die Aufnahme von Gladys Knight & The Pips ging 1973 auf Platz 1.
1976 schrieben Lee Majors und Farrah Fawcett Fernsehgeschichte: Majors und seine damalige Ehefrau hatten jeweils in unterschiedlichen Fernsehserien Spitzenplätze bei den Einschaltquoten.
Der Titel Lee Majors Come Again des Beastie-Boys-Albums Hot Sauce Committee Part Two ist eine Referenz an Majors.

## Filmografie (Auswahl)
- 1965–1969: Big Valley (The Big Valley, Fernsehserie, 112 Episoden)
- 1968: Der Verwegene (Will Penny)
- 1970: Die Glut der Gewalt (The Liberation of L. B. Jones)
- 1970–1971: Die Leute von der Shiloh Ranch (The Virginian, Fernsehserie, 24 Episoden)
- 1971–1974: Owen Marshall – Strafverteidiger (Owen Marshall: Counselor at Law, Fernsehserie, 51 Episoden)
- 1972: Alias Smith und Jones (Alias Smith and Jones, Fernsehserie, Episode 2x16)
- 1974–1978: Der Sechs Millionen Dollar Mann (The Six Million Dollar Man, Fernsehserie, 99 Episoden)
- 1976: Die Sieben-Millionen-Dollar-Frau (The Bionic Woman, Fernsehserie, 6 Episoden)
- 1976: Der Fall Gary Powers (Francis Gary Powers: The True Story of the U-2 Spy Incident, Fernsehfilm)
- 1978: Die Nordmänner (The Norseman)
- 1979: Piranhas II – Die Rache der Killerfische (Killer Fish)
- 1979: Sechs Männer aus Stahl (Steel) (& ausführender Produzent)
- 1980: High Noon II (High Noon, Part II: The Return of Will Kane, Fernsehfilm)
- 1980: Agency – Botschaft des Bösen (Agency)
- 1981–1986: Ein Colt für alle Fälle (The Fall Guy, Fernsehserie, 112 Episoden)
- 1983: Starflight One – Irrflug ins Weltall (Starflight: The Plane That Couldn’t Land)
- 1987: Die Rückkehr der Roboter (The Return of the Six-Million-Dollar Man and the Bionic Woman, Fernsehfilm)
- 1988: Vater gibt nicht auf (Danger Down Under, Fernsehfilm)
- 1988: Die Geister, die ich rief … (Scrooged)
- 1989: Bionic Showdown: The Six Million Dollar Man and the Bionic Woman (Fernsehfilm)
- 1989: Keaton’s Cop
- 1990: NAM – Dienst in Vietnam (Tour of Duty, Fernsehserie, 5 Episoden)
- 1991: Feuersturm im Wolkenkratzer (Fire: Trapped on the 37th Floor, Fernsehfilm)
- 1992–1993: Raven (Fernsehserie, 20 Episoden)
- 1993: Tod eines Mannequins (The Cover Girl Murders, Fernsehfilm)
- 1994: Bionic Ever After? (Fernsehfilm)
- 1995: Wildes Land (Lonesome Dove: The Series, Fernsehserie, Episode 1x20)
- 1997: Auf der Suche nach dem Schatz von Dos Santos (Lost Treasure of Dos Santos, Fernsehfilm)
- 1997: No Night Stand (Trojan War)
- 1997: Massive Protection (The Protector)
- 1998: Perfect Deal
- 1998: Walker, Texas Ranger (Fernsehserie, Episode 7x11)
- 1999: Adam – Ein Kapitel für sich (Chapter Zero)
- 2000: Primary Suspect – Unter falschem Verdacht (Primary Suspect)
- 2001: Eiskalt (Out Cold)
- 2002: Lügen haben kurze Beine (Big Fat Liar)
- 2004: Das Halbblut (The Trail to Hope Rose, Fernsehfilm)
- 2006: Jake 2.0 (Fernsehserie, Episode 1x12)
- 2006: Lightspeed (Fernsehfilm)
- 2007: Die Solomon Brüder (The Brothers Solomon)
- 2007: Ben 10 – Wettlauf gegen die Zeit (Ben 10: Race Against Time, Fernsehfilm)
- 2007–2009: The Game (Fernsehserie, 7 Episoden)
- 2008: Cold Case – Kein Opfer ist je vergessen (Cold Case, Fernsehserie, Episode 6x11)
- 2008: Weeds – Kleine Deals unter Nachbarn (Staffel 4 Folge 7,8,10)
- 2008–2009: Immer wieder Jim (According to Jim, Fernsehserie, 2 Episoden)
- 2009: Human Target (Fernsehserie, Episode 1x12)
- 2010: Community (Fernsehserie, Episode 1x19)
- 2010: Johnny – Jeder Mensch hat eine Mission (Johnny)
- 2011: Jerusalem Countdown
- 2011: Grey’s Anatomy (Fernsehserie, Episode 8x06)
- 2011, 2013: Raising Hope (Fernsehserie, 2 Episoden)
- 2012: Crash & Burn (Fernsehfilm)
- 2012: CSI: NY (Fernsehserie, Episode 8x14)
- 2013: Dallas (Fernsehserie, 3 Episoden)
- 2015: Woran glaubst Du? (Do You Believe?)
- 2016, 2018: Ash vs Evil Dead (Fernsehserie, 8 Episoden)
- 2017: Countdown der Liebe (Eat, Play, Love, Fernsehfilm)
- 2018: Fuller House (Fernsehserie, Episode 4x06)
- 2019: Magnum P.I. (Fernsehserie, Episode 2x07)
- 2022: Renegades
- 2024: The Fall Guy

## Diskografie
- 1984: Unknown Stuntman / Lust in a Lady’s Eye, Scotti Brothers (Single) 100-14-034